# 2008年夏季奥林匹克运动会圣基茨和尼维斯代表团
2008年夏季奥林匹克运动会聖吉斯納域斯代表团会参加2008年8月8日至24日在中国北京主办的第29届夏季奥运。